# Ístria
A Ístria (em croata e esloveno Istra; em italiano Istria e em alemão Istrien) é a maior península no mar Adriático (cerca de 3600 km²), situada entre o golfo de Trieste, os Alpes Dináricos e o golfo de Carnaro. É dividida entre três países: Croácia, Eslovênia e Itália. A maior parte da Ístria pertence à Croácia: uma pequena parte que compreende as cidades costeiras de Izola (Isola), Portorož (Portorose), Piran (Pirano) e Koper (Capodistria) reentra no território da Eslovênia, enquanto uma parte mínima da península, limitada ao entorno das comunas de Muggia e de San Dorligo della Valle, se encontra na Itália.
A costa ocidental da Ístria tem 242,5 km e com as ilhas 327,5 km. A costa oriental tem 202,6 km e com as ilhas alcança 212,4 km. O comprimento total da costa é de 445,1 km (a costa recortada corresponde ao dobro da rede de estradas litorâneas. A costa da Ístria eslovena tem cerca de 50 km.

## Geografia

### Território
A península tem uma forma triangular e no interior é limitada pelo vale do rio Rosandra, do vale de Hrpelje-Kozina (Erpelle-Cosina) e do sulco de Podgrad (Castelnuovo d'Istria). Distinguem-se três tipologias de paisagem, cada um dominado por uma cor característica.
A Ístria branca, dominada por rochas calcárias e de morfologia montanhosa, eleva-se até 1396 m com o monte Maior (em croata:  Učka)e estende-se na zona setentrional e oriental, as mais escassamente povoadas. É a paisagem típica da Cicceria.
A Ístria amarela (ou cinza), leva seu nome da cor do seu terreno, rico de rochas sedimentares como a argila, areia e calcário. ocupa a zona central da região e se estende do golfo de Trieste ao golfo de Carnaro.
A Ístria vermelha, que apresenta um estrato de terra vermelha apoiado sobre rochas calcárias, é um planalto que se estende da zona meridional e ocidental (as mais densamente povoadas) até atingir a costa.
Todos os rios da região têm a sua origem na Ístria amarela. Na vertente oriental, encontra-se o Rosandra, o Risano, Dragogna e o Quieto, enquanto na vertente oriental, o Arsa.
O Quieto, com 53 km, surge nas proximidades de Buzet (Pinguente) e desagua no mar Adriático, nas vizinhanças de Novigrad (Cittanova d'Istria).
As características geográficas da Ístria incluem o monte Maior no leste, o qual é a mais a|lta parte da cordilheira Cicceria; os rios Dragogna, Quieto, Pazinčica, e Raša; e a baía e vale do rio Lim. Seus habitantes são chamados istros ou istrianos.

### Divisão política e administrativa
A Ístria está dividida entre três países: Croácia, Eslovênia e Itália. A maior parte (89%) está na Croácia.
A "Ístria Croata" é dividida em dois condados. O maior é o condado da Ístria no oeste da Croácia. Cidades importantes no condado da Ístria incluem:
- Pula (Pola em italiano)
- Poreč (Parenzo)
- Rovinj (Rovigno)
- Pazin (Pisino)
- Labin (Albona)
- Umag (Umago)
- Motovun (Montona)
- Buzet (Pinguente)
- Buje (Buie)

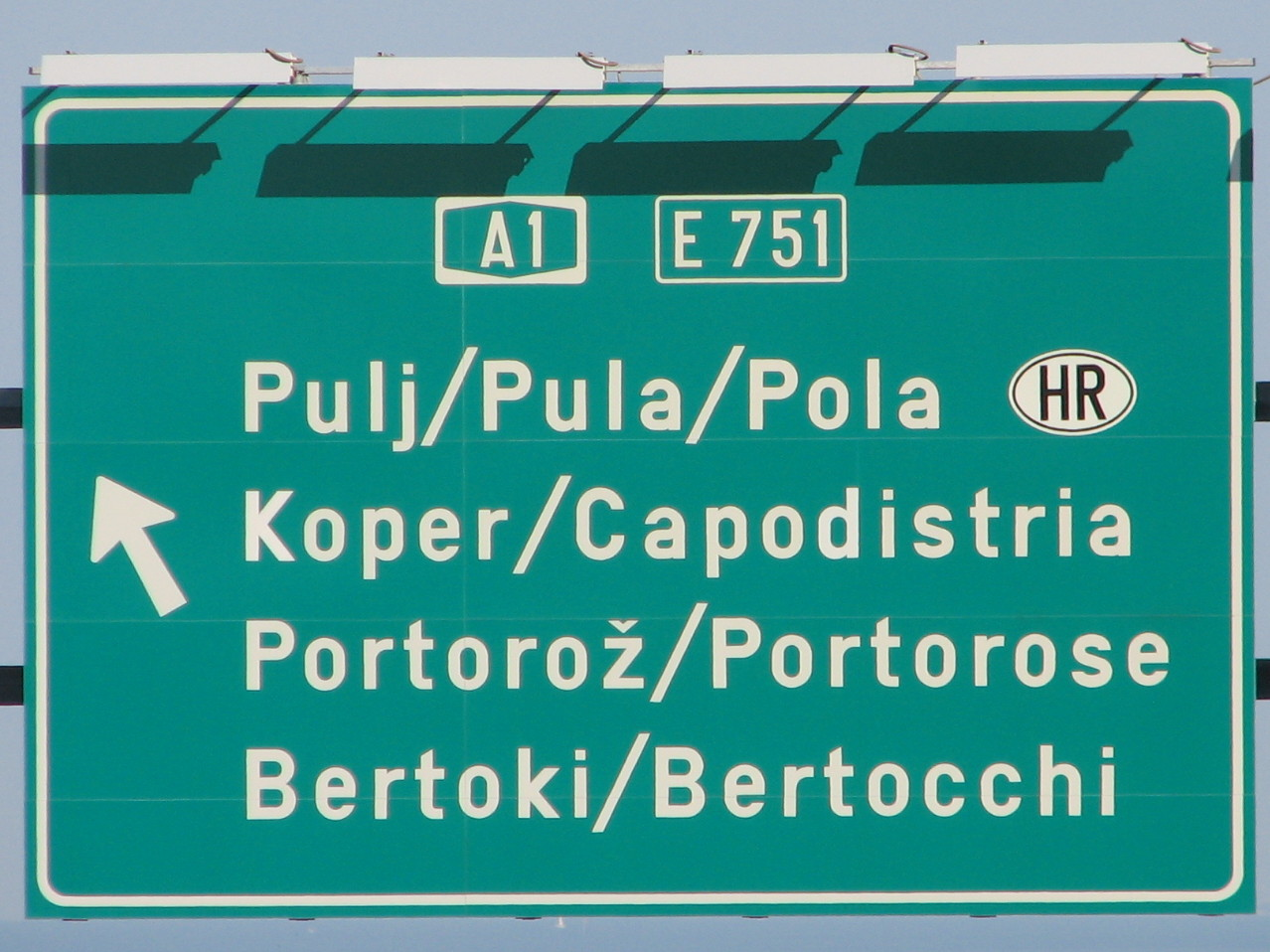
Sinais de trânsito trilingues próximo a Koper

Localidades menores no condado da Ístria são:
- Višnjan (Visignano)
- Roč (Rozzo)
- Hum (Colmo)

A "Ístria eslovena" inclui as minicipalidades de:
- Piran (Pirano)
- Portorož (Portorose)
- Izola (Isola)
- Koper (Capodistria)
- Hrpelje-Kozina, no platô Carso

Ao norte da Ístria eslovena há uma pequena parte da península que fica na Itália. Essa menor porção da Ístria consiste nas comunas de:
- Muggia
- San Dorligo della Valle
- Santa Croce (Trieste) mais ao norte.

## História

### História antiga

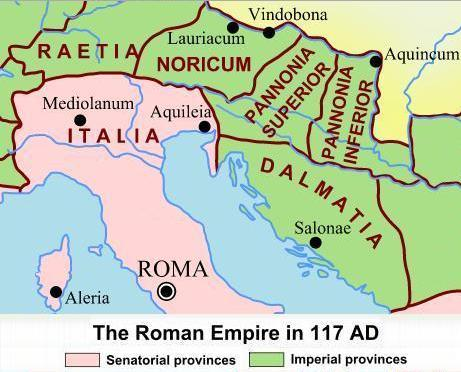
A região sob domínio do Império Romano em 117

A antiga região romana da Histria estendia-se sobre uma área maior, incluía todo o platô do Carso até as margens sul do vale do rio Vipava, as partes sudoeste da atual Carniola Interior com Postojna e Ilirska Bistrica, e a província de Trieste, mas não a costa da Libúrnia que já era parte da Prefeitura pretoriana da Ilíria.
O nome da península vem da tribo ilíria dos Histri, mencionada por Estrabão. Em sua Geografia, Estrabão escreve: Depois  do Timavo, está a costa dos istros até Pula, que faz parte da Itália. E ainda: São, portanto, os vênetos e os istros que povoam a região além do Pó até Pula.
O nome é derivado das tribos da cultura Castellieri Histri (em grego:  Ιστρών έθνος) que Estrabão cita que viviam na região.  Os histri são classificados em algumas fontes como uma tribo ilíria venética, com certas diferenças linguísticas de outros ilírios.
Os antigos romanos descrevem os ístrios como feroz tribo de piratas, protegidos pela dificuldade de navegação em suas costas rochosas. Foram necessárias duas campanhas militares para os romanos finalmente os subjugar em 177 a.C.. A região foi então chamada junto com a parte veneziana como "X Região Romana" de Venetia et Histria, a antiga definição da fronteira nordeste da Itália. Dante Alighieri refere-se a ela como a fronteira leste da Itália com o rio Raša (Arsia). O lado leste do rio era povoado por povos cuja cultura era diferente dos istrianos. Antiga influência dos iapodes foi atentada lá, enquanto em alguma época entre os séculos IV e o I a.C., os libúrnios estenderam seu território e a região tornou-se parte da Libúrnia.
No lado norte, a Histria foi mais ao norte e incluiu a cidade italiana de Trieste.
Alguns estudiosos especulam que os nomes Histri e Ístria são relacionados ao latim Hister ou Danúbio. Antigos contos populares reportam — inapropriadamente — que o rio Danúbio dividiu-se em dois bifurcações e veio para o mar próximo a Trieste, bem como para o mar Negro. A história da "Bifurcação do Danúbio" é parte da lenda dos Argonautas. Há uma relação (mas nenhuma documentação disponível) com a comuna de Istria em Constanţa, Romênia.
Depois da queda do Império Romano do Ocidente, a região foi pilhada pelos godos, pelo Império Romano do Oriente, e pelos ávaros. Foi subsequentemente anexada pelo Reino Lombardo em 751, e então anexada ao Reino Franco pelo rei Pepino de Itália em 789. Em 804, foi realizado o Plácido de Risano (em italiano:  Placito del Risano, em latim: Risanum), que foi uma reunião entre os representantes das cidades e castelos da Ístria com os representantes de Carlos Magno e seu filho Pepino, próximo ao rio Risano, nas proximidades de Koper (Capodistria). O relato desse assembleia judicial ilustra as mudances que acompanharam a transferência de poder do Império Romano do Oriente ao Império Carolíngio e o descontentamento dos residentes locais.
Mais tarde, a região foi controlada pelos duques de Caríntia, Merano, Baviera e pelo Patriarca de Aquileia, antes de tornar-se território da República de Veneza em 1267. O Reino da Croácia (medieval) conteve apenas a parte oriental da Ístria (a fronteira era próximo ao rio Raša), mas no século X eles perderam esse domínio no para o Sacro Império Romano-Germânico.

### República de Veneza
|                                            |  |                                                             |
| Mapa dos domínios venezianos no século XVI |  | Possessões da República de Veneza, pouco antes de sua queda |

A área costeira e as cidades da Ístria passaram à influência veneziana  no século IX. Em 15 de fevereiro de 1267, Poreč (Parenzo) foi formalmente incorporada ao estado veneziano.
Outras cidades costeiras foram anexadas na sequência. Bajamonte Tiepolo foi enviado de Veneza em 1310, para iniciar uma nova vida na Ístria após sua queda. Uma descrição da Ístria do século XVI com um mapa preciso foi preparada pelo geógrafo italiano Pietro Coppo. Uma cópia desse mapa inscrito em rocha pode ser visto no parque Pietro Coppo, no centro da cidade de Izola (Isola) no sudoeste da Eslovênia.
A adesão espontânea à República de Veneza da maior parte da Ístria ocidental e meridional iniciou-se no século XII e estava praticamente concluída na metade do século XIV. O interior istriano centro-meridional foi feudo do Patriarca de Aquileia de do Conde de Gorizia (que era ao mesmo tempo vassalo do Patricarca de Aquileia e do soberano do Sacro Império) até 1445.
Posteriormente, também os territórios do Patriarca de Aquileia (parte setentrional do interior da Ístria) também foram anexados ao estado veneziano.
A máxima extensão da soberania veneziana sobre a península istriana foi atingida em seguida ao êxito do laudo arbitral de Trento de 1535, quando a República de Veneza obteve também uma parte do território da vila de Zamasco nas prossimidades de Montona. Daquele momento, Veneza conservou a soberania sobre boa parte da Ístria até a dissolução de seu estado por obra de Napoleão Bonaparte em 1797.
Em 1335, os Habsburgo conquistaram a posse da Caríntia e da Carníola entrando em contato com os territórios do Conde de Gorizia. Um de eles - Alberto IV, conde da Ístria - com dívidas e sem filhos, em 1374 estipulou um acordo com os Habsburgo, cedendo todos os seus direitos sobre suas posses após sua morte (que ocorreu em 1374), em troca do pagamento de todos seus débitos.
|                                                                                        |  |              |
| Mapa histórico no qual é representada a extensão das posses dos Habsburgo no século XV |  | Mapa de 1794 |

A partir de 1374, os Habsburgo dominaram também uma parte da Ístria norte-oriental em torno a Podgrad (Castelnuovo d'Istria), e parte da Ístria centro-oriental (Condado de Pisino). tal domínio permaneceu ininterrupto até 1918, com exceção do período das guerras vêneto-arquiducais e do período napoleônico.
Entre os séculos XIV e XVI, numerosos pastores romenos refugiaram-se na Ístria durante as invasões otomanas e (misturandos-se com os locais ladinos, segundo Antonio Ive) formaram uma população de língua istrorromena, ainda presente em Seiane e nos vales em torno do monte Maior de Ístria, nas proximidades de Rijeka (Fiume).
Durante os primeiros séculos da época moderna, e em particular no século XVII, a região foi devastada por guerra e pestilência, perdendo grande parte da sua própria população. Para encher o vácuo que se havia criado, o governo da República de Veneza repovoou amplas zonas da Ístria vêneta com colonos de diversas etnias eslavas (além de gregos e albaneses). A Ístria assumiu assim a sua característica composição étnica, coma costa e centros urbanos de língua istrovêneta e istriota e o interior habitado prevalentemente de eslavos e outras populações de origem balcânica.

### Monarquia de Habsburgo (1797–1805)
A parte do interior da Ístria em torno de Pazin (em italiano:  Pisino, em alemão:  Mitterburg) foi parte do Sacro Império Romano-Germânico por séculos, e mais especificamente parte da Monarquia de Habsburgo desde o século XIV. Em 1797, com o Tratado de Campoformio, as partes venezianas da península também passaram à Monarquia de Habsburgo (que tornou-se o Império Austríaco em 1804).

### Era napoleônica (1805–1814)
Em seguida à derrota austríaca frente a Napoleão Bonaparte, durante a guerra da Terceira Coligação, a Ístria tornou-se parte do Reino de Itália (1806-1810), em seguida à Paz de Pressburg, e então parte das Províncias Ilírias do Império Francês (1810–1813) após o Tratado de Paris (1810).

#### Período habsbúrgico

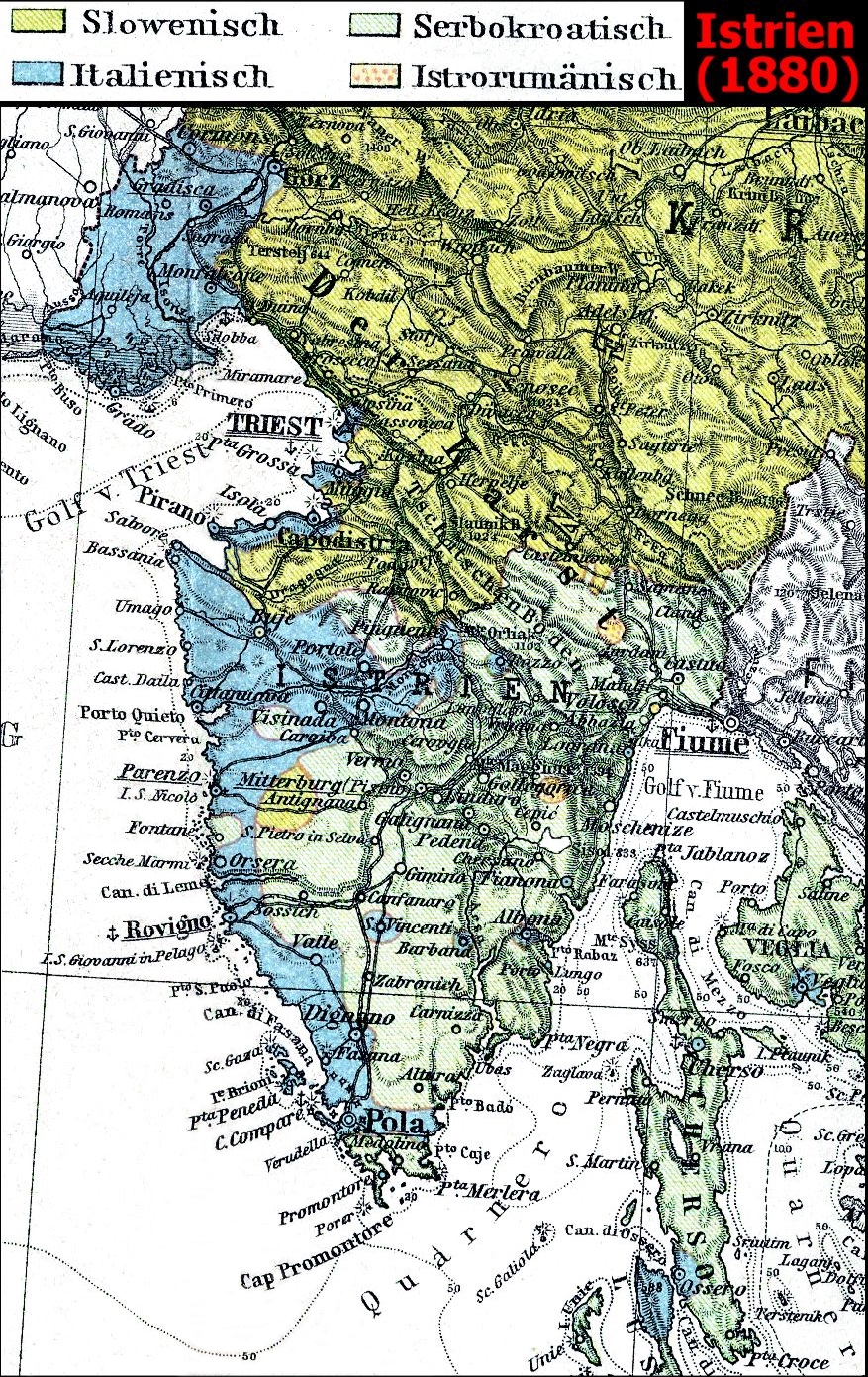
Mapa etnográfico da Ístria e do Carnaro em 1880

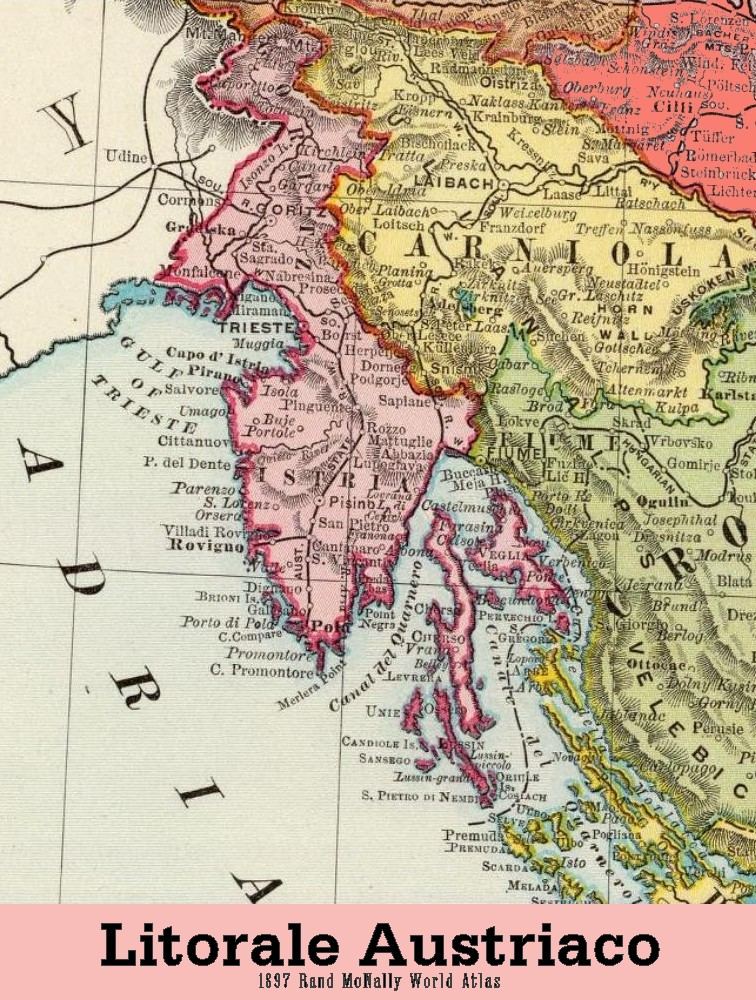
Litoral Austríaco em 1897

Em 1814, a ístria retornou ao domínio do Império Austríaco. Em 1825, foi constituída a península istriana, unindo o território anteriormente veneziano ao território anteriormente já austríaco, com o acréscimo das ilhas do golfo de Carnaro: Cres (Cherso), Lošinj (Lussino) e Krk (Veglia). No âmbito das várias reformas constitucionais do Império Austríaco, em 1861 foi criada a Dieta Istriana, com sede em Poreč (Parenzo).
Quando Veneza se rebelou em 1848, em algumas localidades da costa ocidental reapareceu um sentimento de pertencimento ao antigo poder dominante, unido a uma nova consciência nacional. A vigilância das autoridades foi reforçada, e em consequência a situação permaneceu relativamente calma.
Importante foi a transferência de Veneza a Pula (Pola), da principal base da Marinha Imperial Austríaca. Tal decisão foi tomada em seguida à Primeira Guerra de Independência Italiana em 1848-1849.
Em poucos anos, Pula teve um grande desenvolvimento, passando de poucas centenas de habitantes a 30-40 mil no final do século XIX. Naquela época, a Ístria era habitada por italianos, croatas, eslovenos e grupos menores de valáquios, istrorromenos e sérvios. Com a deliberação de 12 de novembro de 1866, o conselho de ministros do Império Austro-Húngaro, sob pressão do imperador Francisco José I, iniciou uma política de desitalianização da Ístria, "com energia e sem indulgência alguma", favorecendo o elemento eslavo, por ele considerado mais maleável. A conivência entre a coroa imperial austríaca e o elemento eslavo é demonstrada nos anais da reunião do Conselho da Coroa na data de 12 de novembro de 1866 ("Medidas contra o elemento italiano em alguns territórios da Coroa"), quando o imperador Francisco José deu ordens taxativas a todas as autoridades centrais de agir sistematicamente para "opor-se de modo resoluto ao influxo do elemento italiano ainda presente em alguns Kronlander e de mirar à germanização ou eslavização, conforme as circunstâncias, das zonas em questão, com toda a energia e sem nenhum resguardo, mediante um adequado empréstimo de encargos a magistrados políticos e professores, bem como através da influência da imprensa no Tirol Meridional, Dalmácia e Litoral Adriático."
Segundo o censo austríaco de 1910, sobre um total de 404 309 habitantes na Ístria, havia a seguinte distribuição:
- 168.116 (41,6%) falavam serbo-croata[nota 5], (dialetos kajkavo e híbridos štokavo-ciakavo) prevalentemente concentrados na zona central da península e na costa oriental;
- 147.416 (36,5%) falavam  italiano (istrovêneta e istriota na maior parte) prevalentemente concentrados ao longo da costa ocidental e em algumas cidadezinhas do interior
- 55.365 (13,7%) falavam  esloveno prevalentemente concentrados na zona rural norte ocidental
- 13.279 (3,3%) falavam alemão, prevalentemente concentrados na comuna de Pula (Pola)
- 882 (0,2%) falavam romeno (istrorromeno)
- 2.116 (0,5%) falavam  outras línguas
- 17.135 (4,2%) eram cidadãos estrangeiros aos quais não era solicitado declarar a língua de uso (na maior parte de nacionalidade italiana).

Mais especificamente, eis a subdivisão por comuna em toda a província istriana em 1910, com relação à língua de uso:
| Comuna (Nome italiano)         | Nome croata/esloveno | Língua de uso italiana | Língua de uso eslovena | Língua de uso croata | Língua de uso alemã | Outras línguas e estrangeiros | Atual situação |
| ------------------------------ | -------------------- | ---------------------- | ---------------------- | -------------------- | ------------------- | ----------------------------- | -------------- |
| Rovigno                        | Rovinj               | 10859                  | 63                     | 57                   | 320                 | 1024                          | Croácia        |
| Capodistria                    | Koper                | 9840                   | 2278                   | 154                  | 74                  | 464                           | Eslovênia      |
| Villa Decani                   | Dekani               | 9                      | 6231                   | 0                    | 0                   | 11                            | Eslovênia      |
| San Dorligo della Valle        | Dolina               | 1                      | 5198                   | 1                    | 4                   | 57                            | Itália         |
| Maresego                       | Marezige             | 0                      | 3126                   | 0                    | 0                   | 2                             | Eslovênia      |
| Muggia                         | Milje                | 8671                   | 2299                   | 4                    | 38                  | 566                           | Itália         |
| Occisla-San Pietro di Madrasso | Očisla-Klanec        | 4                      | 2682                   | 0                    | 6                   | 3                             | Eslovênia      |
| Paugnano                       | Pomjan               | 719                    | 3624                   | 0                    | 0                   | 1                             | Eslovênia      |
| Pinguente                      | Buzet                | 658                    | 2105                   | 14164                | 7                   | 23                            | Croácia        |
| Rozzo                          | Roč                  | 216                    | 46                     | 3130                 | 8                   | 14                            | Croácia        |
| Isola                          | Izola                | 6215                   | 2097                   | 2                    | 34                  | 113                           | Eslovênia      |
| Pirano                         | Piran                | 12173                  | 2209                   | 118                  | 161                 | 549                           | Eslovênia      |
| Cherso                         | Cres                 | 2296                   | 97                     | 5708                 | 4                   | 148                           | Croácia        |
| Lussingrande                   | Veli Lošinj          | 873                    | 6                      | 1169                 | 130                 | 285                           | Croácia        |
| Lussinpiccolo                  | Mali Lošinj          | 5023                   | 80                     | 2579                 | 288                 | 420                           | Croácia        |
| Ossero                         | Osor                 | 1692                   | 5                      | 541                  | 0                   | 7                             | Croácia        |
| Albona                         | Labin                | 1767                   | 151                    | 9998                 | 39                  | 73                            | Croácia        |
| Fianona                        | Plomin               | 629                    | 15                     | 4141                 | 1                   | 897                           | Croácia        |
| Antignana                      | Tinjan               | 84                     | 16                     | 4100                 | 4                   | 2                             | Croácia        |
| Bogliuno                       | Boljun               | 18                     | 14                     | 3221                 | 4                   | 4                             | Croácia        |
| Gimino                         | Žminj                | 156                    | 34                     | 5498                 | 0                   | 25                            | Croácia        |
| Pisino                         | Pazin                | 1378                   | 58                     | 15966                | 44                  | 181                           | Croácia        |
| Buie                           | Buje                 | 6520                   | 61                     | 518                  | 9                   | 73                            | Croácia        |
| Cittanova                      | Novigrad             | 2086                   | 0                      | 0                    | 0                   | 189                           | Croácia        |
| Grisignana                     | Grožnjan             | 2903                   | 32                     | 1064                 | 0                   | 29                            | Croácia        |
| Umago                          | Umag                 | 5609                   | 8                      | 321                  | 4                   | 150                           | Croácia        |
| Verteneglio                    | Brtonigla            | 2610                   | 2                      | 1                    | 1                   | 37                            | Croácia        |
| Montona                        | Motovun              | 2052                   | 1042                   | 3147                 | 14                  | 21                            | Croácia        |
| Portole                        | Oprtalj              | 3817                   | 784                    | 1182                 | 0                   | 7                             | Croácia        |
| Visignano                      | Višnjan              | 2421                   | 5                      | 2566                 | 0                   | 97                            | Croácia        |
| Visinada                       | Vižinada             | 2714                   | 8                      | 1708                 | 7                   | 16                            | Croácia        |
| Orsera                         | Vrsar                | 2321                   | 19                     | 2577                 | 6                   | 68                            | Croácia        |
| Parenzo                        | Poreč                | 8223                   | 1                      | 3950                 | 34                  | 324                           | Croácia        |
| Barbana                        | Barban               | 94                     | 11                     | 3995                 | 1                   | 7                             | Croácia        |
| Dignano                        | Vodnjan              | 5910                   | 84                     | 4520                 | 92                  | 129                           | Croácia        |
| Sanvincenti                    | Svetvinčenat         | 616                    | 2                      | 2555                 | 3                   | 13                            | Croácia        |
| Pola                           | Pula                 | 30900                  | 8510                   | 16431                | 9500                | 10607                         | Croácia        |
| Canfanaro                      | Kanfanar             | 889                    | 52                     | 2832                 | 5                   | 17                            | Croácia        |
| Valle                          | Bale                 | 2452                   | 7                      | 187                  | 6                   | 5                             | Croácia        |
| Bescanuova                     | Baška                | 5                      | 9                      | 3666                 | 0                   | 36                            | Croácia        |
| Castelmuschio                  | Omišalj              | 3                      | 0                      | 2229                 | 0                   | 10                            | Croácia        |
| Malinsca-Dobasnizza            | Dubašnica            | 14                     | 3                      | 2989                 | 4                   | 18                            | Croácia        |
| Dobrigno                       | Dobrinj              | 3                      | 1                      | 4.038                | 2                   | 2                             | Croácia        |
| Ponte                          | Punat                | 17                     | 0                      | 3057                 | 0                   | 17                            | Croácia        |
| Veglia                         | Krk                  | 1494                   | 14                     | 630                  | 19                  | 39                            | Croácia        |
| Verbenico                      | Vrbnik               | 8                      | 2                      | 2924                 | 0                   | 6                             | Croácia        |
| Castelnuovo                    | Podgrad              | 7                      | 5471                   | 1809                 | 0                   | 7                             | Eslovênia      |
| Elsane                         | Jelšane              | 0                      | 3729                   | 467                  | 1                   | 10                            | Eslovênia      |
| Matteria                       | Materija             | 0                      | 4223                   | 755                  | 6                   | 4                             | Eslovênia      |
| Castua                         | Kastav               | 81                     | 380                    | 19252                | 67                  | 523                           | Croácia        |
| Laurana                        | Lovran               | 595                    | 2334                   | 489                  | 376                 | 397                           | Croácia        |
| Moschiena ou Moschenizze       | Moščenice            | 12                     | 0                      | 3150                 | 0                   | 2                             | Croácia        |
| Apriano ou Veprinaz            | Veprinac             | 24                     | 104                    | 2401                 | 422                 | 500                           | Croácia        |
| Volosca-Abbazia                | Volosko-Opatija      | 235                    | 724                    | 2155                 | 1534                | 1904                          | Croácia        |

Esses dados referem-se a todo o marquesado da Ístria, que administrativamente compreendia também áreas não pertencentes à penínsulas – entre as quais as ilhas de Cres (Cherso) e Lošinj (Lussino) – cuja população tinha ligeira maioria croata, com prevalência italiana em Mali Lošinj (Lussinpiccolo), naquele tempo uma das mais dinâmicas cidades de toda a costa adriática oriental) e a ilha de Krk (Veglia) – ou localidades cársicas no confim setentrional, cujo pertencimento à Ístria não era de aceitação geral como Podgrad (Castelnuovo d'Istria), habitada prevalentemente por eslovenos. Por essa razão, os dados foram criticados por historiadores e linguistas italianos como Matteo Bartoli. Outra crítica que é feita ao censo de 1910 refere-se à nacionalidade dos funcionários designados a efetuar a coleta e que, sendo empregados comunais tinham a possibilidade de maipular os resultados do censo.
Segundo o historiador esloveno Darko Darovec alcança-se em Ístria uma série de disputas ligadas à manipulação política por parte italiana. Segundo o historiador esloveno Bogdan C. Novak, em vez disso, os escritores italianos acusaram por sua vez as autoridades austríacos de ter favorecido os eslavos no censo de 1910, servindo-se de empregados eslavos para colher dados nas zonas rurais. Principalmente na Ístria, esses funcionários registraram como croatas muitos italianos que tinham nomes eslavos (...) os escritores italianos afirmavam portanto que era mais próximo à realidade os censos austríacos anteriores a 1910, dos quais resultava um percentual de italianos mais alto. Os resultados precedentes foram de fato confirmados no censo italiano de 1921, do qual resultou uma relação entre italianos e eslavos correspondente àqueles das estatísticas austríacas precedentes. Fora da região istriana, houve algumas tentativas também da parte italiana de alteração de dados: o caso mais notável foi o de Trieste, punido com máximo rigor pelas autoridades austríacas que fizeram repetir, sempre em 1910, as coletas do censo.
Em linhas gerais, os italianos eram maioria absoluta em toda a faixa costeira ocidental e em quase todas as principais cidades no interior, o que havia causado em época moderna uma série de dicotomias ligadas à diferenciação étnica de base: os italianos em geral eram citadinos, mais ricos e mais instruídos e dominavam as classe intelectuais; eslovenos e croatas, em vez disso, eram em geral camponeses e mais pobres e somente no final do século XIX começaram a exprimir no seu interior uma classe intelectual. Foi frequente na Idade Moderna o processo de italianização ligado ao deslocamento das famílias do campo em direção à cidade ou ligado à melhoria econômica. Assiste-se ao singular fenômeno pelo qual entre os maiores irredentistas filoitalianos havia também personagens de famílias de origem eslava, italianizadas no tempo.
No século XIX, com o nascimento e desenvolvimento dos movimentos nacionais italiano, croata e esloveno, iniciaram os primeiros atritos entre italianos de um lado e eslavos de outro. A Ístria era uma das terras reclamadas pelo irredentismo italiano. Os irredentistas afirmavam que o governo austro-húngaro encorajava a imigração de mais eslavos na região para contrastar o nacionalismo dos italianos.
Notáveis foram os benefícios sobre a economia da península, que nos últimos anos de domínio habsbúrgico melhorou, graças ao turismo balneário proveniente das regiões do império.

### Subdivisões administrativas no Império Austro-Húngaro
Em 1910, o Margraviato d'Istria (em alemão:  Markgrafschaft Istrien, em esloveno:  Mejna grofovija Istra, em croata:  Markgrofovija Istra) contava com 403 566 habitantes em 4.956 km² e era subdividido em sete distritos administrativos (Politischer Bezirk). Em cada distrito administrativo existiam diversos distritos judiciários (Gerichtsbezirk), que compreendiam uma ou mais comunas (Ortsgemeinde). A cidade de Rovinj (Rovigno) era regulada por um estatuto autônomo. Os nomes das localidades reportadas no esquema seguinte são registradas no repertório especial das regiões do império, algumas vezes diferentes em relação aos nomes utilizados pelas populações locais na época ou em épocas posteriores, assim como em qualquer caso resultam diferentes em respeito aos nomes oficiais da época ou de épocas posteriores.

### Entre a Primeira e a Segunda Guerra Mundial: a Ístria italiana
| |  | |
| Com o Tratado de Rapallo (1920) a Itália obteve todo o "Litoral Austríaco", a Carníola oriental já incorporada à Caríntia e o Carso oriental já incorporada à Carníola. |  | Divisão administrativa da Ístria entre as províncias de Trieste (cor verde), Pola (amarelo) e Fiume (vermelho) |

Em seguida à vitória italiana na Primeira Guerra Mundial com o Tratado de Saint-Germain-en-Laye (1919) e o Tratado de Rapallo (1920), a Ístria torna-se parte do Reino de Itália.
O censo de 1921 derrubou os resultados da pesquisa austríaca de 1910, seja quando refere-se à Veneza Júlia no conjunto, seja pela Ístria em particular, indicando na região uma maioria de população culturalmente italiana. Segundo o censo daquele ano, a população istriana pertencente ao grupo linguístico italiano era composta de 199 942 pessoas (58,2% do total). Seguia-se o grupo croata, predominante segundo os dados do censo anterior, com 90 262 falantes (26,3%), e o esloveno com 47 489 (13,8%). As restantes 5 708 pessoas (1,7%) estavam classificadas como "outros". Também este censo, como o precedente, foi objeto de críticas: muitos istrianos de língua croata definiram-se como italianos e em algumas localidades (Briani, fração de Fianona, Sanvincenti, etc.) os dados obtidos eram escassamente representativos da realidade linguística das respectivas comunas. Apesar dessas críticas, durante a conferência de paz os dados desse censo foram geralmente utilizados, junto àqueles de 1910, pelos representantes dos países participantes. 
O historiador Carlo Schiffrer retificou os resultados do censo de 1921 como se pode evidenciar na tabela reproduzida em seguida. Com as retificações de Schiffrer, a etnia italiana na Ístria continuava a ter uma predominância numérica sobre o grupo nacional de origem eslava, mas menos acentuada em relação à aquela resultante dos dados do censo de 1921.
| Zona                                             | Língua de uso italiana | Língua de uso slovena | Língua de uso croata | Outros |
| ------------------------------------------------ | ---------------------- | --------------------- | -------------------- | ------ |
| Parte da Veneza Júlia designada para a Eslovênia | 4 000                  | 167 000               | 0                    | 0      |
| Parte da Veneza Júlia designada para a Itália    | 112 000                | 21 000                | 0                    | 0      |
| Zona A do Território Livre de Trieste            | 184 000                | 45 000                | 0                    | 0      |
| Zona B do Território Livre de Trieste            | 50 000                 | 28 000                | 0                    | 0      |
| Parte da Veneza Júlia designada para a Croácia   | 138 000                | 0                     | 122 000              | 24 000 |

Com o advento do fascismo (1922) inaugurou-se uma política de italianização da região:
- Foi proibido o ensino da língua croata e da língua eslovena em todas as escolas da região. Com a introdução da Lei n. 2185 de 01/10/1923 (Reforma Gentile), foi de fato abolido nas escolas o ensino das línguas croata e eslovena. Em cinco anos, todo o ensino croata de 130 escolas com língua de ensino croata e todo o ensino de 70 escolas com língua de ensino eslovena, presentes na Ístria, foi substituído com professores oriundos da Itália, que impuseram aos alunos o uso exclusivo da língua italiana.[30][31]

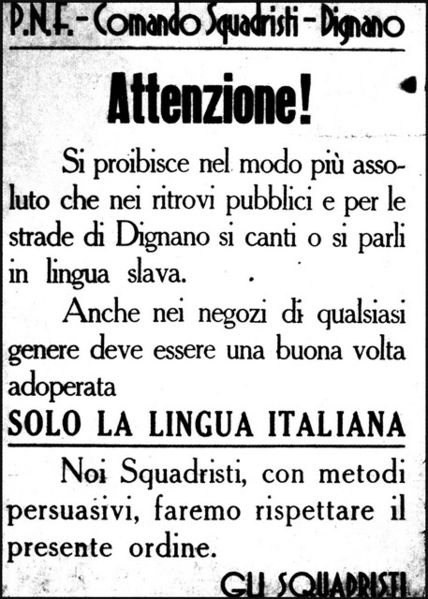
Folheto do período fascista proibindo o uso público de línguas eslavas nas ruas de Vodnjan (Dignano), no sudoeste da Ístria.

- Com o Real Decreto N. 800 de 29 de março de 1923, foram impostos nomes italianos a todas as localidades dos territórios assignados à Itália com o Tratado de Rapallo, inclusive àqueles anteriormente sem denominação em língua italiana, habitados quase exclusivamente por croatas ou eslovenos (este decreto afetou somente um pequeno número de "frazione" - divisão territorial administrativa de uma comuna).[32]
- Em todas as escolas da região, foi vetado o ensino da língua croata e eslovena. Com a introduzução da Lei n. 2185 de 1/10/1923 (Reforma Gentile), foi de fato abolido o ensino das línguas croata e eslovena. Em cinco anos, todos os professores croatas de mais de 130 escolas com língua de ensino croata e todos os professores eslovenos de mais de 70 escolas com língua de ensino esloveno, presentes na Ístria, foram substituídos por professores originários da Itália, que impuseram aos alunos o uso exclusivo da língua italiana.[30][31]
- Com o Real Decreto N. 800 de 29 de março de 1923 foram impostos de ofício nomes italianos a todas as localidades do território designados à Itália com o Tratado de Rapallo, inclusive onde precedentemente não havia denominação italiana, por serem habitados quase exclusivamente por croatas ou eslovenos (esse decreto afetou somente um pequenos número de "frazioni").[32]
- Com base no Real Decreto Lei N. 494 de 7 de abril de 1926 as autoridades fascistas italianas italianizaram os sobrenomes de vários croatas e eslovenos.[33]

Tais atos foram denunciados por muitos italianos anti-fascistas e do próprio prefeito Giuseppe Cocuzza que, em um pro-memória de 2 de setembro de 1943 colocava em evidência "um difuso sentimento de medo de vingança" que teria podido depois motivar a população eslava a agir contra os italianos da Ístria.

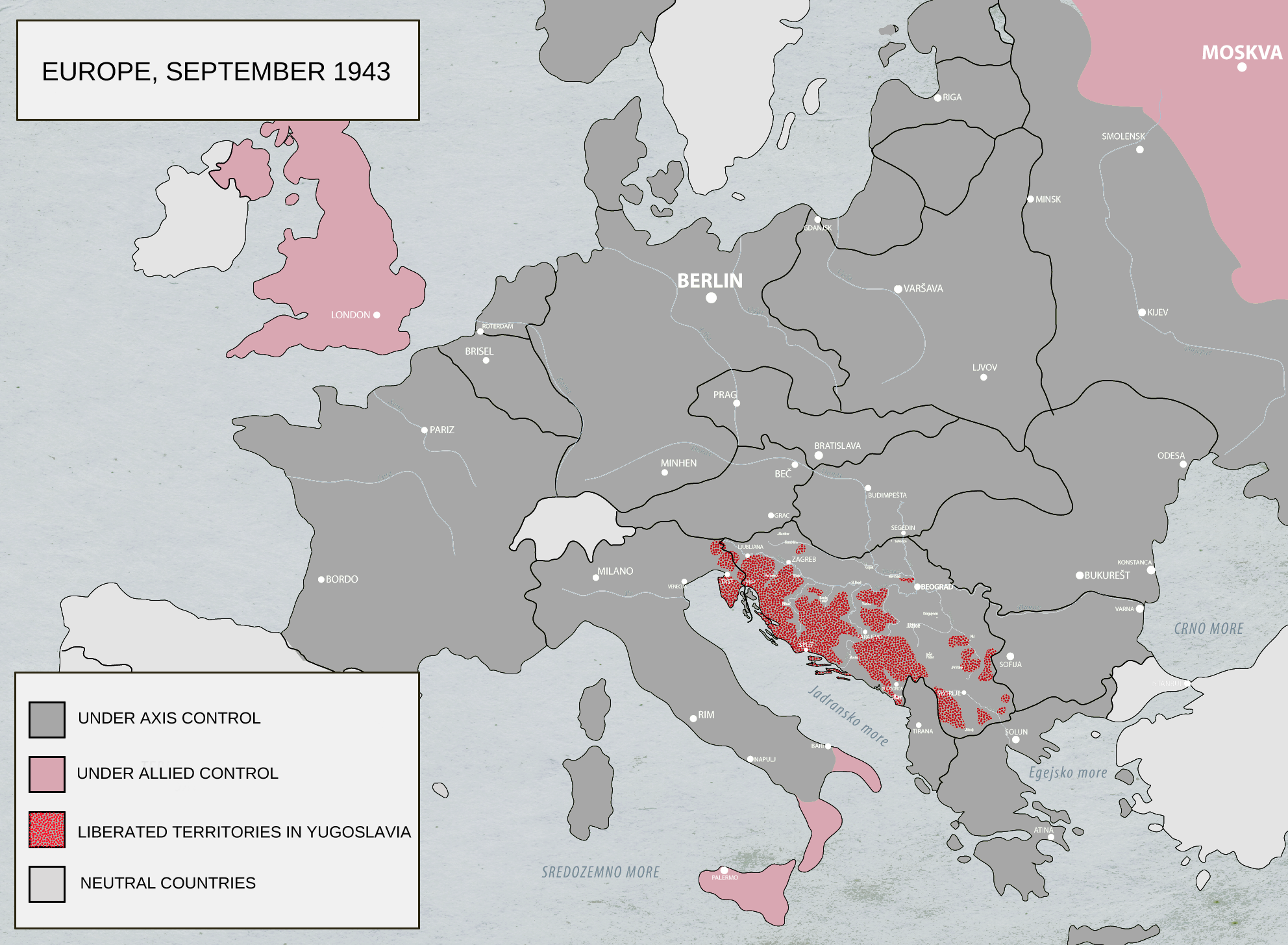
Zonas onde atuava a resistência iugoslava (1943)

Em seguida à assinatura do Armistício de Cassibile (8 de setembro de 1943), a comunidade italiana ficou à mercê do exército alemão e da resistência croata. Esta última era mais eficiente e preparada militarmente que o movimento de liberação esloveno que operava na parte setentrional da península. Boa parte da região caiu, por um breve período, sob controle dos partisans eslavos aderentes ao movimento partisano de Josip Broz Tito. Em 13 de setembro de 1943, em Pazin (Pisino) o Governo Provisório Insurreicional Croata (em italiano:  Comitato circondariale di liberazione popolare per l'Istria, em croata:  Narodno oslobodilački odbor za Istru) proclamou com a "Decisão de Pazin"  a anexação da Ístria à Croácia. Pouco depois, em 16 de setembro, o Conselho Supremo da Frente de Liberação do Povo Esloveno proclamou a anexação à futura entidade estatal eslovena  do Litoral Esloveno (Slovensko Primorje) que compreendia o litoral setentrional da Ístria. Nesse breve período, que precedeu a ocupação alemã, verificaram-se os primeiros episódios de violência anti-italiana, que provocaram um número impreciso de vítimas (entre 250 e 500).

### Ocupação alemã

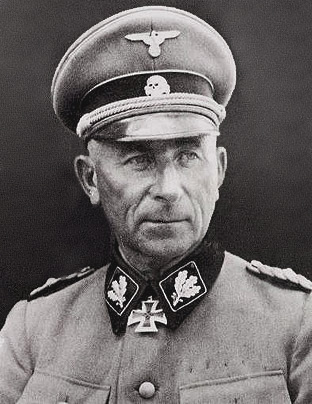
General Paul Hausser

Em seguida ao Armistício de Cassibile, desde 2 de outubro de 1943 até a derrota da Alemanha nazista, a Ístria foi ocupada por forças militares alemãs, que a incorporaram oficialmente à chamada Zona de Operações do Adriático (OZAK - Operations Zone Adriatisches Küstenland) retirando-as totalmente do controle da recém-nascida República Social Italiana, e anexando-a de fato à Alemanha do Terceiro Reich, ainda que formalmente não tenha sido proclamada a anexação.
A ocupação teve início na noite de 2 de outubro de 1943, sob o comando do general SS Paul Hausser, comandante da 2. Panzerkorps-SS que executou a Operação Nubifragio, com a qual os alemães assumiram o controle militar da Zona de Operações do Litoral Adriático. Os alemães penetraram na Ístria com três colunas, precedidas de fortes bombardeamentos aéreos, alcançando em poucos dias todas as principais localidades. Os destacamentos partisans foram derrotados ou obrigados a fugir. A operação iniciada nos primeiros dias de outubro, concluiu-se em 9 de outubro com a conquista de Rovinj (Rovigno).
|                                                                   |  |                                                                                             |
| Zona de operações do Litoral Adriático (setembro 1943 – maio 1945 |  | Mapa militar americano que representa a situação dos frontes europeus em 1º de maio de 1945 |

A administração civil foi confiada ao supremo comissário Friedrich Rainer. Realizou-se assim o projeto de Adolf Hitler, Heinrich Himmler, e Joseph Goebbels de ocupar militarmente e depois da guerra concluída anexar todos os vastos territórios que já estiveram sob domínio do Império Austro-Húngaro. O supremo comissário alemão criou o Tribunal Especial de Segurança Pública para julgar atos de hostilidade à autoridade alemã, a colaboração com o inimigo, as ações de sabotagem. O tribunal não era obrigado a seguir as normas processuais normais e pedidos de clemência podiam ser acolhidos só por Rainer.
O comandante militar da região, Ludwig Kübler, travou uma luta cruel e sem quartel ao movimento partisan comandado por Josip Broz Tito, através do uso de forças armadas colaboracionistas italianas (além de forças eslovenas, croatas, sérvias e russas). No Litoral Adriático, operaram de fato várias formações entre as quais dois destacamentos regulares do exército da República Social Italiana (Battaglione Bersaglieri Mussolini e Reggimento Alpini Tagliamento), a Milizia Difesa Territoriale (o novo nome desejado por Rainer para a Guarda Nacional Republicana na OZAK), as brigadas negras, a Inspetoria Especial de Pública Segurança para a Veneza Júlia (da qual fez parte a famigerada Banda Collotti), a Guarda Cívica, os batalhões italianos voluntários de polícia, a polícia alemã e vários destacamentos de colaboracionistas eslovenos, croatas, sérvios e russos-cossacos do Cáucaso.
Entre o fim de abril e os primeiros dias de maio de 1945, a Ístria, graças ao esforço conjunto da resistência local (eslava e italiana), foi liberada da ocupação alemã pela armada iugoslava de Tito.

### O pós-guerra
| |  |                                                            |
| A fronteira oriental italiana em 1945. Nota-se em vermelho a Linha Morgan, que dividiu a região em junho de 1945 em Zona A e Zona B, em respeito à decisão do Tratado de Paris. Pula (Pola) era um exclave na Ístria meridional, e fazia parte da Zona A. |  | Território Livre de Trieste, definido no Tratado de Paris. |

A sucessiva política de perseguições, humiliações e expropriações colocada em ação por Tito contra a população italiana, culminada no drama dos massacres das foibas, nos quais perderam a vida 20 000 civis constringe a maior parte da população local de maioria italiana a abandonar a Ístria, originand um verdadeiro êxodo. Estima-se que as pessoas envolvidas no êxodo foram entre 250 000 e 350 000.
Depois do final da Segunda Guerra Mundial, com o Tratado de Paris (1947), a Ístria foi designada para a República Socialista Federativa da Iugoslávia que a havia ocupado, com exceção da comuna de Muggia e da comuna de San Dorligo della Valle inseridas na Zona A do Território Livre de Trieste.
A Zona B do Território Livre de Trieste permaneceu temporariamente sob administração iugoslava, mas depois da dissolução do Território Livre em 1954 (Memorandum de Londres), foi de fato incorporada à Iugoslavia. A designação da Zona B à Iugoslavia foi oficializada com o Tratado de Osimo (1975).

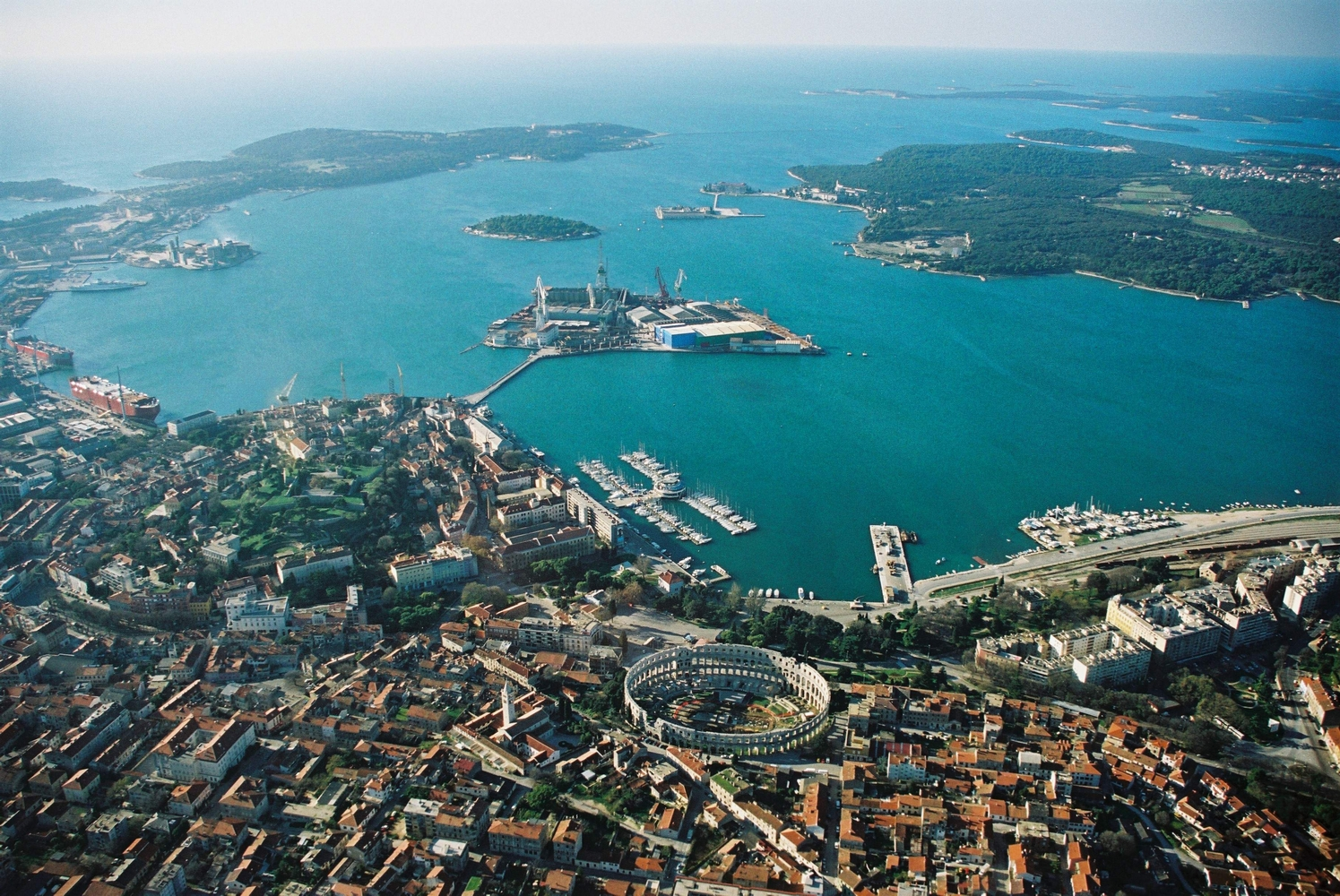
Vista aéria de Pula
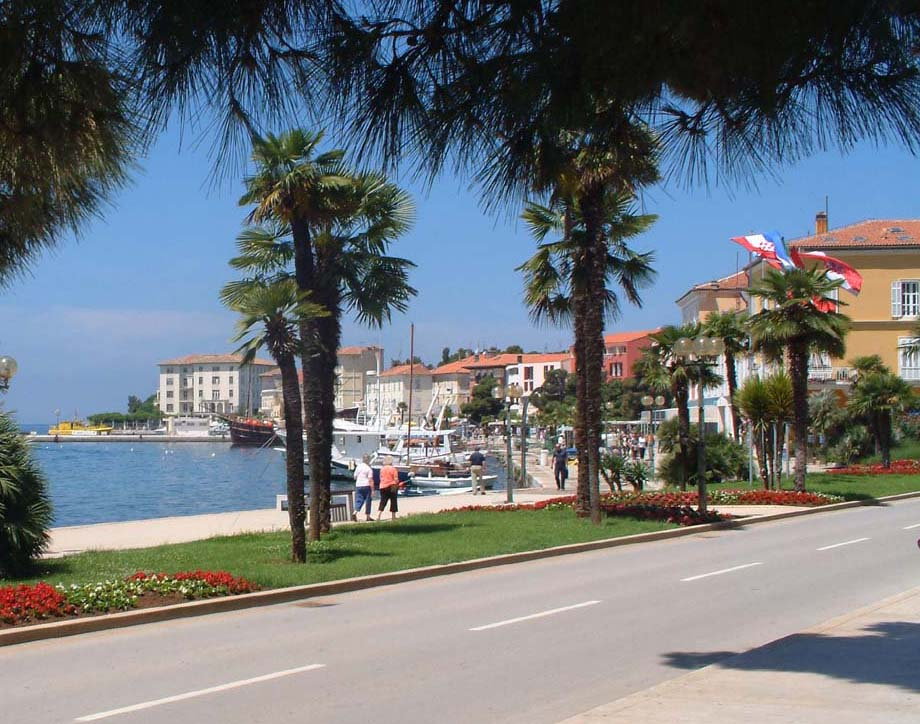
Beira-mar (riva) de Poreč
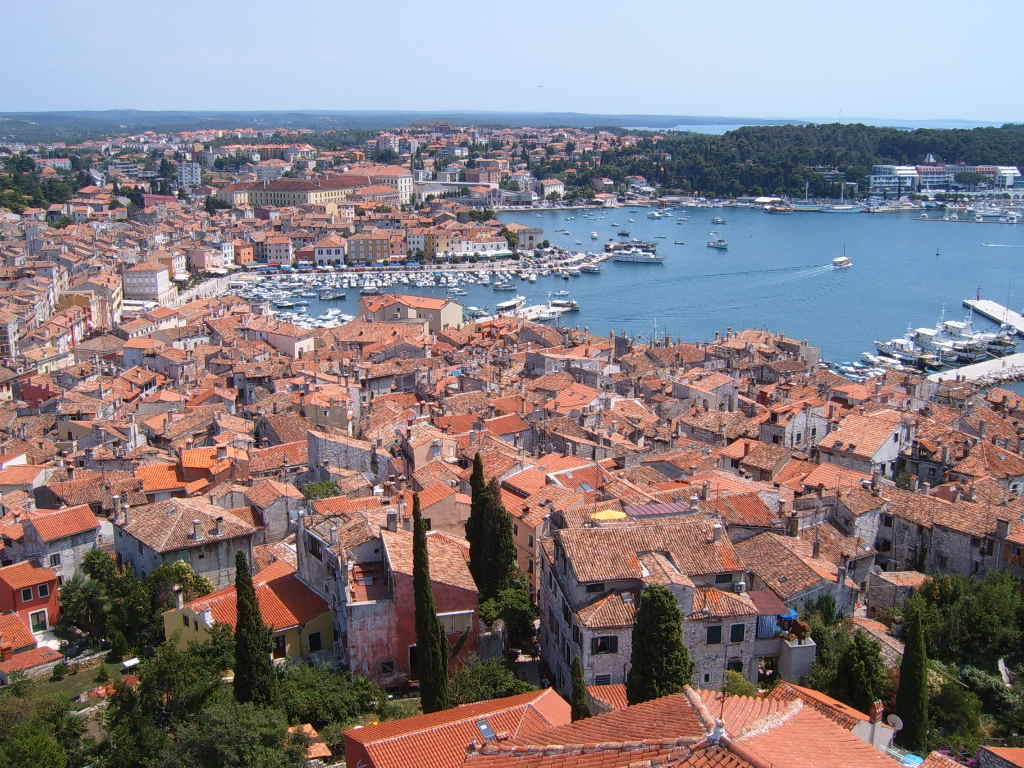
Rovinj, visto do campanário da Igreja de Santa Eufêmia
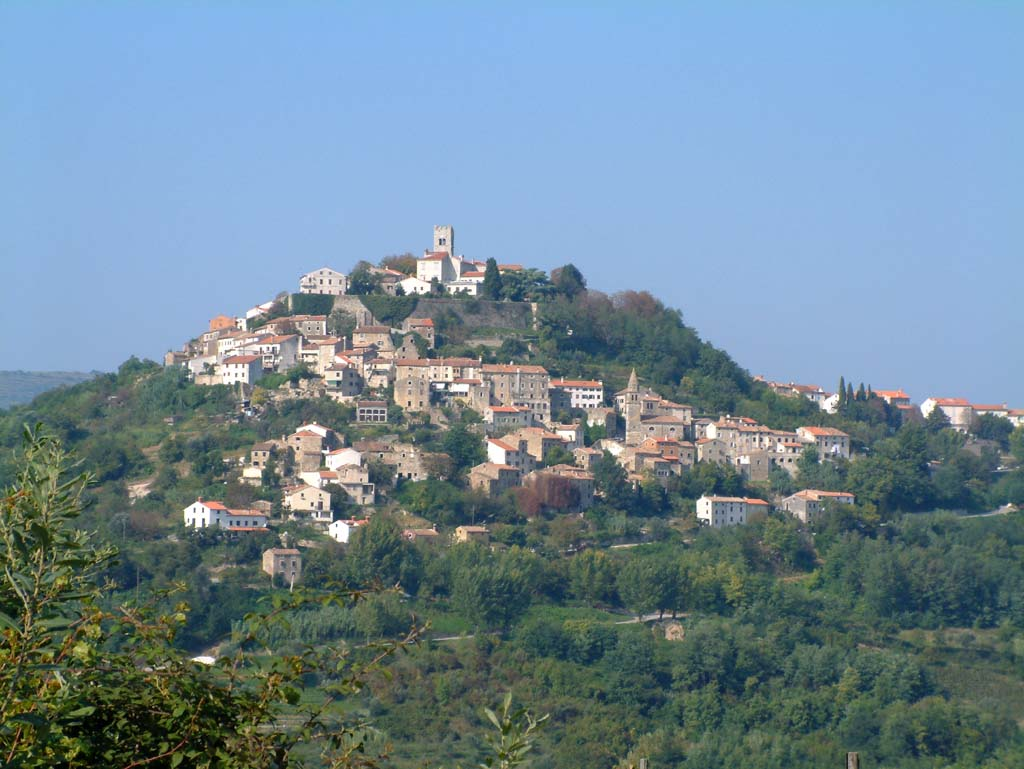
Motovun
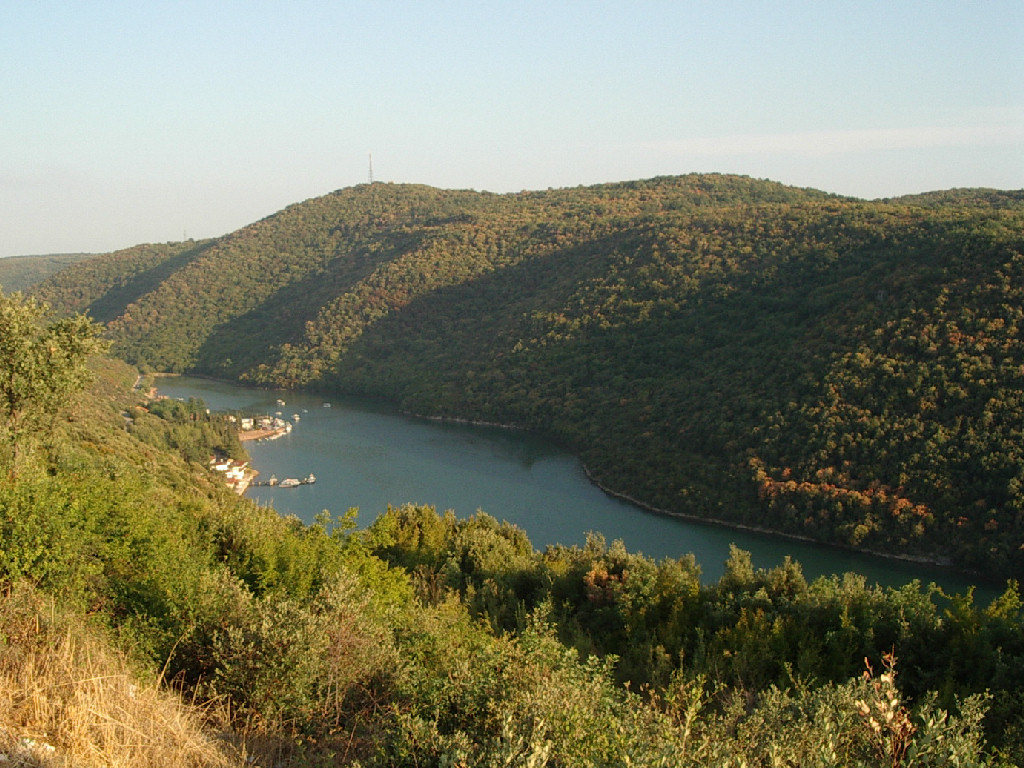
Lim
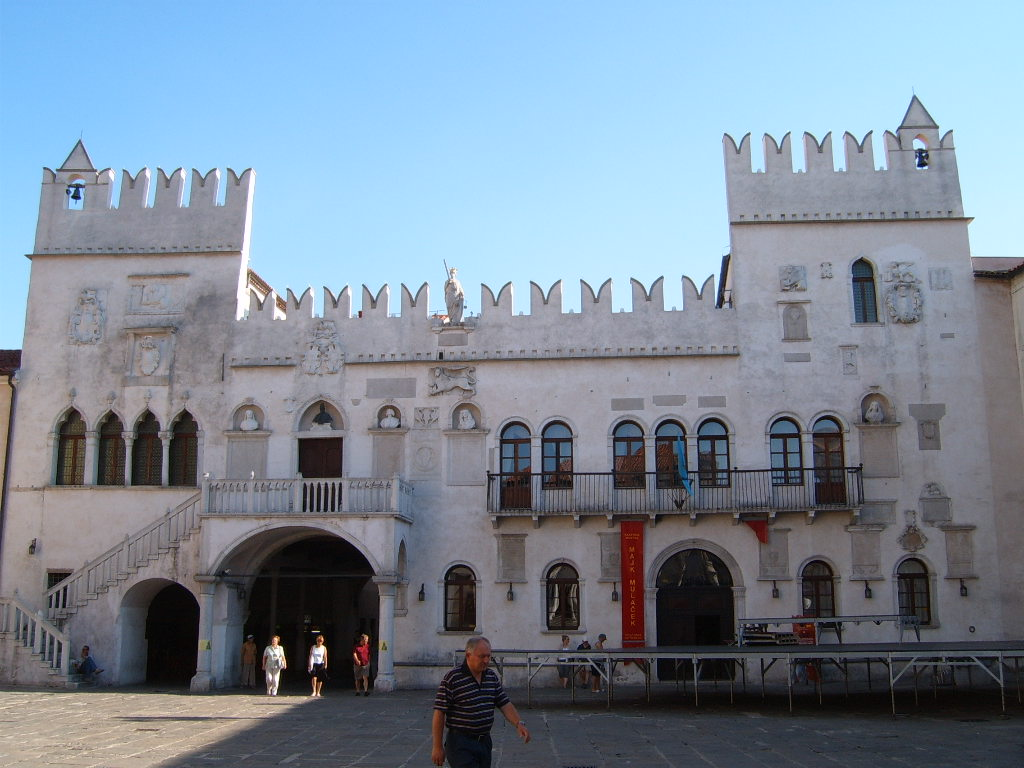
Palácio Pretoriano em Koper
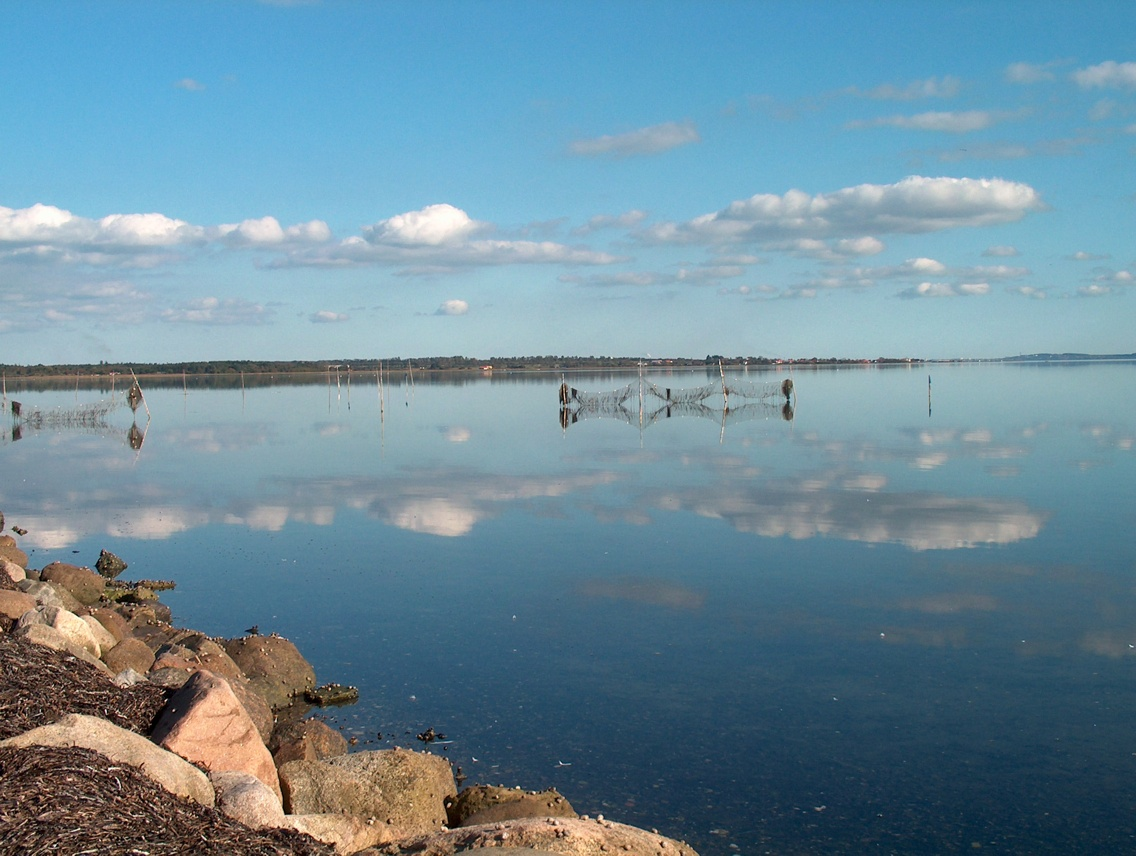
Canal
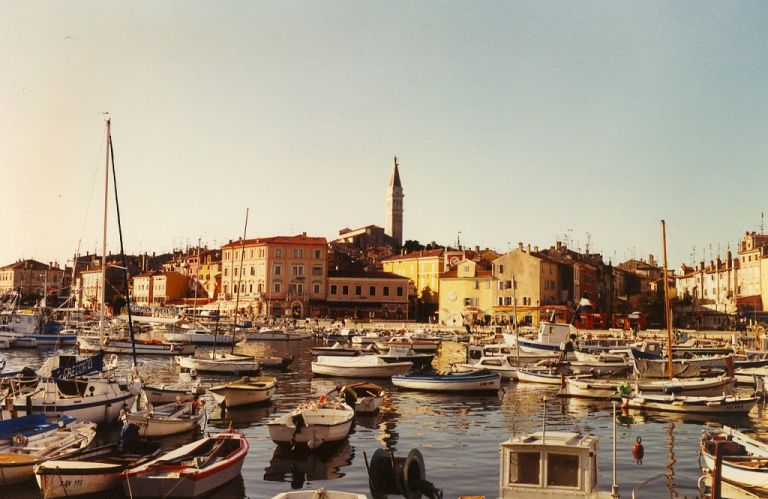
Porto de Rovinj